# Politique étrangère du Kirghizistan

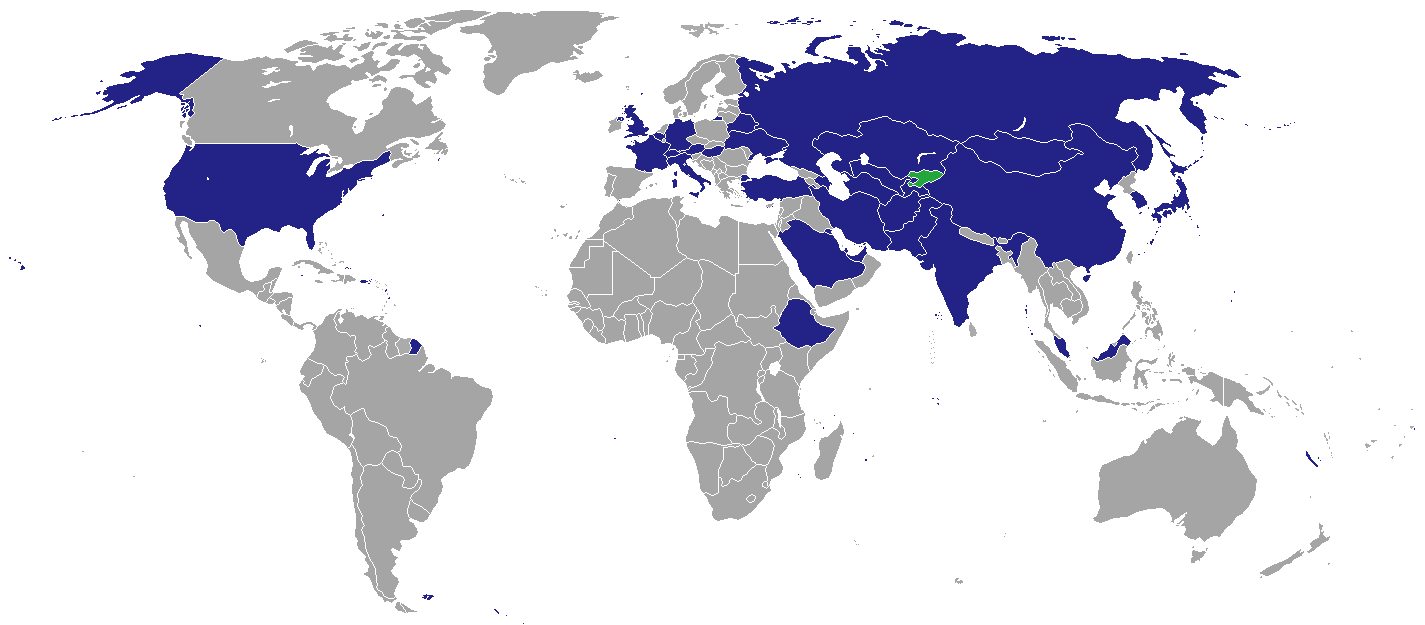
Bleu : représentations diplomatiques du Kirghizistan (présence d'une ambassade ou d'un consulat). Vert : Kirghizistan. Gris : absence de relations diplomatiques.

La politique étrangère du Kirghizistan favorise les relations étroites d’abord avec les autres membres de la Communauté des États indépendants, notamment le Kazakhstan et la Russie. Le pays a obtenu son indépendance en 1991. Il est situé en Asie centrale, peu loin de l’Afghanistan, et il partage une frontière avec la Chine à l’est. Ce pays est stratégique pour la fédération de Russie et les États-Unis également. La base américaine de Manas a été fermée en 2014.
Le Kirghizstan a été actif dans la coopération régionale, notamment en coopérant avec le Kazakhstan et l’Ouzbékistan militairement. Des bureaux de l’OSCE ont par ailleurs ouvert dans le pays. Le Kirghizistan est un membre de l’OSCE, la Communauté des États indépendants, et de l’ONU.

## Histoire

### Indépendance et reconnaissance
L'indépendance du Kirghizistan fut proclamée le 31 août 1991. Le pays, alors dirigé par Askar Akaïev, prit un tournant libéral. Dès le 20 juillet, Boris Eltsine s'était rendu — en amont — à Bichkek pour conclure un accord de principe sur les relations interétatiques.
La Turquie fut le premier État à reconnaître le Kirghizistan le 24 décembre 1991. 
L'Australie et les États-Unis suivirent et reconnurent le pays. 
Le 27 décembre 1991, la Chine reconnut l'indépendance du pays.
Les relations diplomatiques avec la Russie ne furent établies que le 20 mars 1992.

### Vers l'indépendance économique
Alors que le Kirghizistan continuait à utiliser le rouble russe, les conditions strictes fixées par le gouvernement russe ont amené le Kirghizistan à adopter sa propre monnaie, le som, le 10 mai 1993.  L'introduction du som était perçu comme nécessaire au développement d'une politique économique indépendante.  
Le retrait du Kirghizistan de la zone rouble a toutefois provoqué des tensions dans la région car cela créa des barrières tarifaires.  Le Kazakhstan et l’Ouzbékistan ont temporairement suspendu le commerce avec le Kirghizistan, l’Ouzbékistan et a même introduit des restrictions équivalant à des sanctions économiques. L’hostilité envers du Kirghizistan fut de courte durée, et les trois pays se sont engagés dans une union économique étroite dans les années suivantes. Cela a conduit à l’assouplissement des restrictions à la frontière entre les différentes nations. 

## Relations bilatérales

### Allemagne
L'ambassade allemande au Kirghizistan ouvrit le 12 septembre 1992. L'ambassade fut autorisée à représenter l'Union européenne. 

### Chine
Akaïev visita la Chine en mai 1992, signant l'accord établissant les relations au niveau des ambassadeurs. L'ambassade de Chine fut ouverte au Kirghizistan le même mois. L'ambassade kirgize en Chine ouvrit le 31 août 1993. 

### États-Unis
Le secrétaire d'État américain James Baker se rendit en visite au Kirghizistan le 17 décembre 1991. L'ambassade américaine ouvrit le 1er février 1992. L'ambassade kirgiz ouvrit à Washington la même année.

### Tadjikistan
Les deux pays se disputent de larges portions de territoires depuis les années 1990, occasionnant régulièrement des accrochages armés.

### Turquie
La Turquie a cherché à avoir une influence culturelle sur la région, et entretient des relations bilatérales étroites avec le Kirghizistan.
La première visite officielle de Akaïev fut en Turquie en décembre 1991. Il y signa un accord d'amitié et de coopération. En 1997, un accord d'amitié éternelle fut signé.

## Relations multilatérales

### Communauté des États indépendants
Le Kirghizistan a intégré la CEI le 21 décembre 1991.

### Traité de sécurité collective
Le traité de sécurité collective intègre les structures militaires des pays membres de la CEI. Le Kirghizistan signa le traité le 15 mai 1992.

## Sources